# Traian (Săbăoani), Neamț
Traian (în trecut Uifalău), este un sat în comuna Săbăoani din județul Neamț, Moldova, România. Are aproximativ 1053 de locuitori, majoritatea de confesiune romano-catolică, cu o minoritate restrânsă ortodoxă. Prin sat trece șoseaua europeană E85.

## Personalități
- Ioan Robu (n. 1944, Târgu Secuiesc) este arhiepiscop mitropolit emerit romano-catolic de București și membru de onoare al Academiei Române. Familia sa provine din satul Traian.

 Acest articol despre o localitate din județul Neamț este deocamdată un ciot. Puteți ajuta Wikipedia prin completarea lui.